# 송남초등학교 노구분교
송남초등학교 노구분교는 대한민국 경상남도 남해군 미조면 동부대로468번길 48 (송정리)에 있었던 공립 초등학교이다.

## 연혁
- 1937년 8월 30일 삼동공립보통학교 노구간이학교 설립인가
- 1938년 4월 1일 북미조공립심상소학교로 편입
- 1943년 4월 1일 북미조공립국민학교 노구분교장 승격
- 1948년 4월 20일 노구국민학교 승격
- 1972년 2월 1일 현 위치로 이전
- 1985년 3월 1일 송남국민학교로 편입
- 1998년 3월 1일 송남초등학교로 통폐합